# سن پابلو د بوربور
سن پابلو د بوربور (انگلیسی: San Pablo de Borbur) نام شهری در کشور کلمبیا است.